# Liste der Biografien/Pui
Liste der Biografien |
Portal Biografien |
Personensuche
# |
A |
B |
C |
D |
E |
F |
G |
H |
I |
J |
K |
L |
M |
N |
O |
P |
Q |
R |
S |
T |
U |
V |
W |
X |
Y |
Z |
?
 
Pa |
Pc |
Pe |
Pf |
Ph |
Pi |
Pj |
Pk |
Pl |
Pm |
Pn |
Po |
Pr |
Ps |
Pt |
Pu |
Pv |
Pw |
Py
 
Pua |
Pub |
Puc |
Pud |
Pue |
Puf |
Pug |
Puh |
Pui |
Puj |
Puk |
Pul |
Pum |
Pun |
Puo |
Pup |
Pur |
Pus |
Put |
Puu |
Puv |
Puy |
Puz
Die Liste der Biografien führt alle Personen auf, die in der deutschsprachigen Wikipedia einen Artikel haben. Dieses ist eine Teilliste mit 55 Einträgen von Personen, deren Namen mit den Buchstaben „Pui“ beginnt.

## Pui
- Pui, Meinard Simon du (1754–1834), niederländischer Mediziner

### Puia
- Puia, Giorgio (* 1938), italienischer Fußballspieler

### Puib
- Puibaraud, Christian (1938–2023), französischer Ruderer

### Puic
- Puică, Maricica (* 1950), rumänische Leichtathletin

### Puid
- Puide, Peeter (* 1938), schwedischer Schriftsteller und Übersetzer
- Puidokas, Mindaugas (* 1979), litauischer Politiker, Hochschullehrer

### Puif
- Puiforcat, Jean (1897–1945), französischer Gold- und Silberschmied, Bildhauer, Designer

### Puig
- Puig Antich, Salvador (1948–1974), katalanischer AnarchistSalvador Puig Antich (1948–1974)

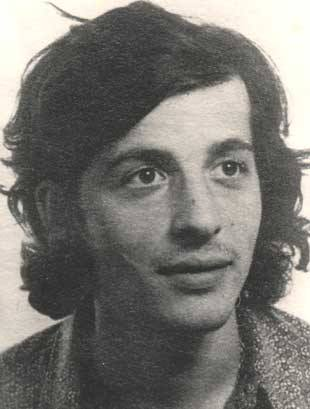
Salvador Puig Antich (1948–1974)

- Puig Asbert, Salvador (* 1979), spanischer Handballspieler und -trainer
- Puig Casauranc, Carlos J. (1890–1931), mexikanischer Botschafter
- Puig i Cadafalch, Josep (1867–1956), katalanischer Architekt
- Puig Rosado, Fernando (1931–2016), spanischer Maler, Graphiker, Illustrator von Kinderbüchern und Animationsfilmer
- Puig Terra, Daniel (1939–2003), uruguayischer Politiker
- Puig, Alberto (* 1967), spanischer Motorradrennfahrer
- Puig, Ana Yi (* 1998), US-amerikanische Schauspielerin
- Puig, August (1929–1999), spanischer Maler
- Puig, Carlos († 1985), uruguayischer Politiker
- Puig, Conchita (* 1953), spanische Skirennläuferin
- Puig, Jaime (* 1957), spanischer Handballspieler
- Puig, Lluís Maria de (1945–2012), spanischer Politiker
- Puig, Luis (1915–1990), spanischer Sportfunktionär, Vorsitzender des Radsport-Weltverbands Union Cycliste Internationale
- Puig, Manny (* 1954), US-amerikanischer Survivaltrainer und Entertainer kubanischer Abstammung
- Puig, Manuel (1932–1990), argentinischer Schriftsteller und Drehbuchautor
- Puig, Mónica (* 1993), puerto-ricanische Tennisspielerin
- Puig, Riqui (* 1999), spanischer Fußballspieler
- Puig, Ximo (* 1959), spanischer Politiker der sozialdemokratischen PSOE
- Puig-Arjona, Ethel-Julie (* 1981), französische Beachvolleyballspielerin
- Puig-Roget, Henriette (1910–1992), französische Organistin, Pianistin und Komponistin
- Puigaudeau, Odette du (1894–1991), französische Schriftstellerin und Entdeckungsreisende
- Puigblanqué, Ramón Julián (* 1981), spanischer Sportkletterer
- Puigcorbé, Juanjo (* 1955), spanischer Schauspieler und Drehbuchautor
- Puigdemont, Carles (* 1962), spanischer PolitikerCarles Puigdemont (* 1962)

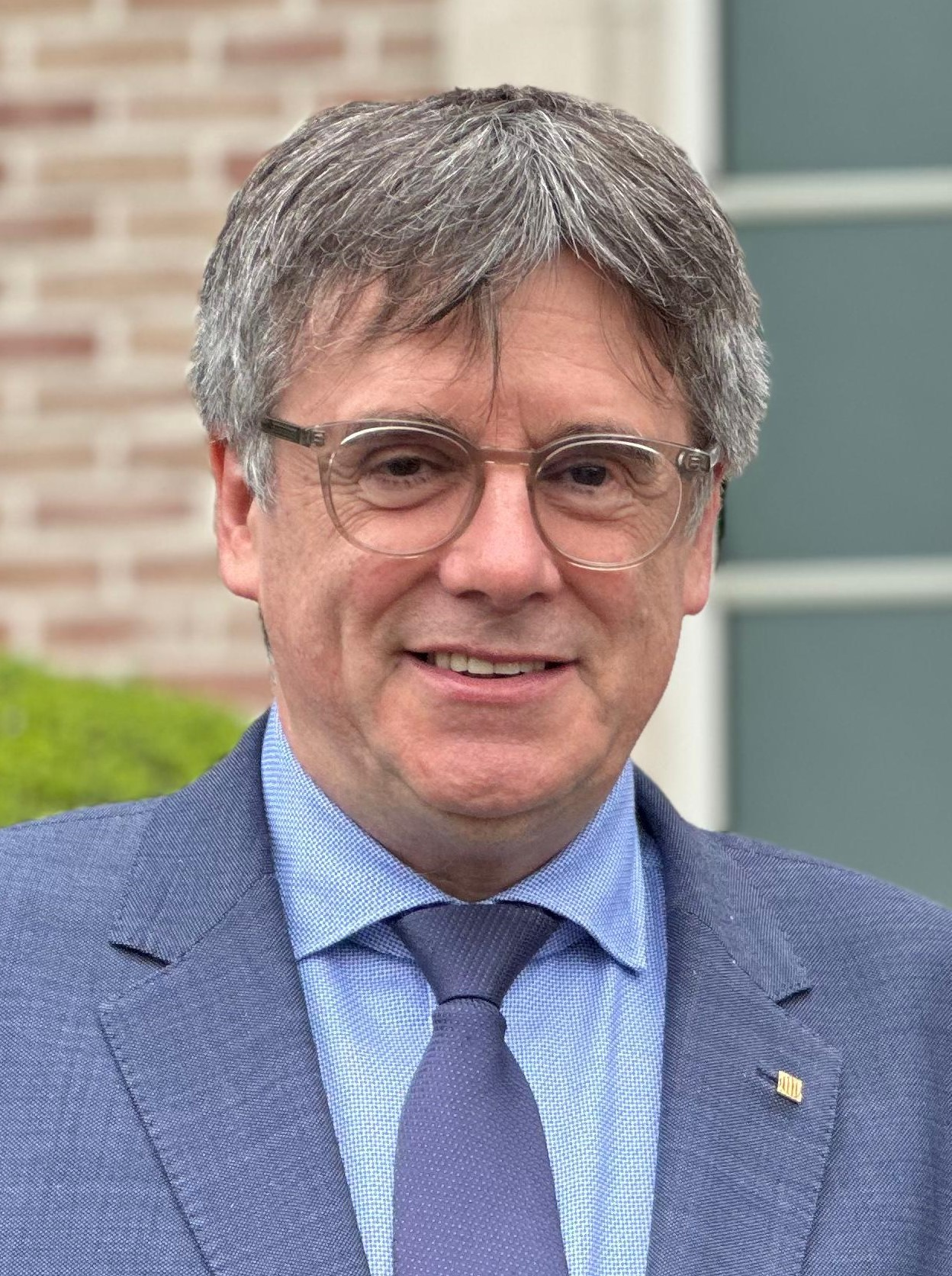
Carles Puigdemont (* 1962)

- Puigdemont, Olga, spanische Squashspielerin
- Puiggari, Juan Alberto (* 1949), argentinischer Geistlicher, Erzbischof von Paraná
- Puigjaner, Anna (* 1980), spanische Architektin und Hochschullehrerin
- Puigségur, Laurent (* 1972), französischer Handballspieler und -trainer
- Puigserver i Burguera, Pere (* 1965), spanischer Biologe und Biochemiker
- Puigverd, Antoni (* 1954), katalanischer Autor und Dichter in katalanischer Sprache

### Puik
- Puikkonen, Jari (* 1959), finnischer Skispringer

### Puim
- Puimre, zweiter Priester des Amun

### Puin
- Puin, Gerd-Rüdiger (* 1940), deutscher Islamwissenschaftler

### Puip
- Puipa, Algimantas (* 1951), litauischer Filmregisseur

### Puir
- Puiras, Becky (* 1978), kanadische Skilangläuferin und Biathletin
- Puiras, Reijo (1952–2017), kanadischer Skilangläufer

### Puis
- Puis, Wilfried (1943–1981), belgischer Fußballspieler
- Puiseux, Pierre (1855–1928), französischer Astronom
- Puiseux, Robert (1892–1991), französischer Manager (Michelin)
- Puiseux, Victor (1820–1883), französischer Mathematiker
- Puisieux, Madeleine de (1720–1798), französische Schriftstellerin
- Puisieux, Philip Florent de (1713–1772), französischer Advokat, Journalist, Übersetzer und Diplomat
- Puisto, Kari (* 1945), finnischer Radrennfahrer
- Puistola, Pasi (* 1978), finnischer Eishockeyspieler und -trainer

### Puiu
- Puiu, Beatrice (* 1986), rumänische Leichtathletin und Bobfahrerin
- Puiu, Cristi (* 1967), rumänischer Filmregisseur und Drehbuchautor
- Puiu, Nicolae († 2011), rumänischer Geschäftsmann und Fußballfunktionär